# Silkeborg Kommune (1970–2006)
| Strukturdaten       | Strukturdaten     |
| ------------------- | ----------------- |
| Sitz der Verwaltung | Silkeborg         |
| Fläche              | 255,28 km²        |
| Einwohner           | 53.888 (2003)     |
| Kommune seit 2007   | Silkeborg Kommune |

Silkeborg Kommune war bis Dezember 2006 eine dänische Kommune im damaligen Århus Amt in Jütland. Seit Januar 2007 ist sie zusammen mit der Gjern Kommune, der Kjellerup Kommune und der Them Kommune Teil der neuen Silkeborg Kommune.
Silkeborg Kommune wurde im Rahmen der Verwaltungsreform von 1970 gebildet und umfasste folgende Sogn:
- Alderslyst Sogn
- Balle Sogn
- Funder Sogn
- Gødvad Sogn
- Kragelund Sogn
- Lemming Sogn
- Linå Sogn
- Mariehøj Sogn
- Sejling Sogn
- Sejs-Svejbæk Sogn
- Serup Sogn
- Silkeborg Sogn
- Sinding Sogn
- Virklund Sogn